# Волохи в Україні
Волохи — етнічна група змішаного румунського походження, основним ареалом розселення якої є північ Закарпатської області. Приблизна чисельність — 5-6 тисяч осіб.

### Етнічні ознаки
На переписах до 2001-го волохи писалися українцями, а на переписі 2001го — українцями і румунами, рідною мовою вказують, найчастіше, українську.
Місцеве населення, зазвичай, ототожнює волохів з ромами, втім від ромів волохи відрізняються:
- мовою (діалект румунської, що законсервувався на рівні XVIII століття, тоді як закарпатські роми говорять угорською, а також циганською і українською мовами)
- антропометричними характеристиками (цілком світла, на відміну від ромів, шкіра, нерідко світлі відтінки волосся)

Конфесійно позиціонують себе як православних, втім воцерковленість низька — святкують лише Різдво і Великдень. У селах, де є лише греко-католицький храм, до храму не ходять. Істотня частина волохів останніми десятиліттями стала протестантами.

### Походження
Походження волохів є дискусійним, оскільки мало досліджувалося вченими, а самі волохи не мають традиції зберігати перекази про минуле (зафіксовано лише один випадок, коли волох згадав, що чув від старших про походження волохів і це було твердження, що волохи прийшли на Закарпаття з Мармарощини).
Трирічне дослідження волохів здійснене спільно українськими і румунськими вченими дійшло висновку, що волохи не є румунами і не підтримують жодних зв'язків з румунами Закарпаття.

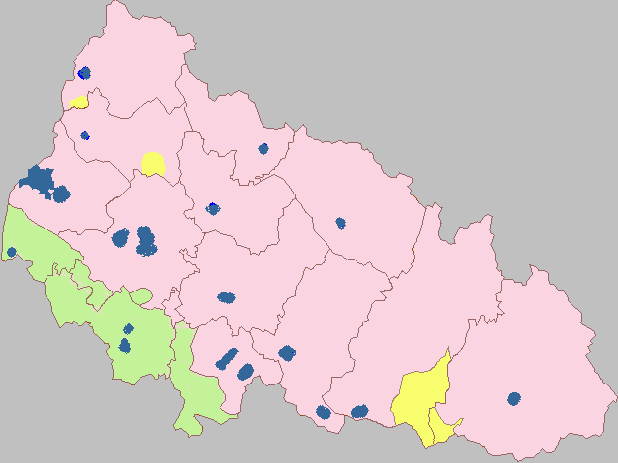
Розселення етнічних груп у Закарпатті у 2001 р.:
українці (у тому числі русини)
угорці
румуни на півдні області і волохи на півночі
спільно українці (включаючи русинів) та росіяни

### Ареал розселення
Волохи мешкають в одинадцятьох селах Перечинського, Свалявського, Ужгородського та Мукачівського районів Закарпатської області, зокрема у селах:
- Мирча Великоберезнянського району
- Анталовці, Кам'яниця Ужгородського району
- Сімер, Тур'я Пасіка, Тур'ї Ремети, Порошково Перечинського району
- Обава, Верхня Визниця Мукачівського району
- Довге Іршавського району

Найбільше волохів у Порошкові Перечинського району — близько півтори тисячі осіб.

### Спосіб життя
За способом життя волохи подібні до закарпатських ромів:
- мешкають, переважно, у халупах, табором
- майже не ведуть присадибного господарства
- рідко здобувають повну середню освіту
- як один стають на силовий захист членів місцевої волоської громади, якщо ті вступили в конфлікт.
- вступають в шлюб в неповнолітньому віці, майже завжди в межах своєї етнічної групи (але інколи і з ромами), зазвичай не реєструючи його

В Порошкові вирубують ліс на продаж, в інших місцях займаються човниковою торгівлею і сезонним заробітчанством в інші регіони.
Але найвідоміше заняття ромів — виготовлення дерев'яних ложок, а також іншого побутового і сувенірного начиння з дерева.
Як наслідок: найрозповсюдженіше прізвище серед волохів — Каналош («ложкар» угорською).
Голова місцевої громади волохів носить у них титул біров («суддя» угорською).